# Новая эстетика

Новая эстетика (англ. The New Aesthetics) ― художественное движение, призванное подчеркнуть роль материальных и физических процессов в создании произведений живописи. 

## Истоки
Свои рождением «новая эстетика» обязана летней художественной школе в Ирзе, городе на юге Германии: в 2007 году здесь проходили совместные занятия под руководством английского художника Клайв Хед и англо-кипрского писателя и теоретика искусства Майкла Параскоса. Хед и Параскос ранее преподавали вместе в Университете Халла, но оба покинули академическую среду в 2000 году и частично пошли своими путями. В результате их воссоединения в Ирзе была опубликована небольшая брошюра «Афоризмы Ирзе», в которой они изложили серию из семидесяти пяти афористических высказываний о природе искусства. Хотя некоторые из высказываний являются преднамеренно комичными, вроде «Остерегайтесь швейцарских колбасок», большинство из них утверждают то, что сами авторы считают существенными элементами художественной практики. Некоторые изречения также являются преднамеренно провокационными, например, афоризм 38: «Перформанс ― это не искусство: он слишком много движется и, таким образом, увеличивает поток. Искусство всегда жаждет застоя», или афоризм 37: «Истинное искусство закрепляет поток хаоса. Вот так мы справляемся с хаосом, и в этом и есть цель искусства».
Другие афоризмы дают представление о содержании курса, который они прочитали в Ирзе. Афоризм 47 гласил: «Нужно выбирать, делать ли столы или печь пироги, а не быть плотником пирогов или пекарем столов». Похоже, это связано с историей, подобной басне, опубликованной Параскосом в 2008 году, в которой плотник думает, что он пекарь, потому что он умеет делать столы. Сам Параскосос говорил, что эта басня была написана в 2007 году незадолго до летней школы в Ирзе, когда он преподавал в другой летней школе при Кипрском колледже искусств. «Афоризмы Ирзе» имеют подзаголовок «Часть первая новой эстетики», и это, по-видимому, есть первая отсылка на термин.
Близкими движению считаются картины и сочинения британского художника Клайва Хеда, хотя сам он себя к нему не причисляет. В частности, введение, написанное Хедом к книге Джона Рассела Тейлора «Точность» подчеркивает необходимость того, чтобы художники-реалисты отказались от использования камеры и непосредственно взаимодействовали с окружающим их физическим миром.